# Tarsicio de Azcona
Jesús Morrás Santamaría, més conegut pel seu nom religiós i literari Tarsicio de Azcona   (Aizkoa, 24 de desembre de 1923 - Pamplona, 21 de maig de 2022), va ser un sacerdot i reconegut historiador navarrès.

## Biografia
Nascut a Azcona, va estudiar a Humanitats al seminari de Caputxins d'Alsasua. Posteriorment es va formar en filosofia a Estella i teologia a Pamplona, abans de ser ordenat sacerdot el 1946. Més tard, es va traslladar a Roma, on es va formar en Història de l'Església, i es doctorà, a la Universitat Gregoriana. També es diplomà en Biblioteconomia i Arxivística i l'Escola Vaticana. Posteriorment, es llicencià i doctorà en Història Civil a la Universitat de Saragossa. Entre 1951 i 1992 fou professor d'Història de l'Església a Pamplona. El 1969 va entrar a treballar com a professor al Centre Superior d'Estudis Teològics de Pamplona, fins al seu retir en 1992.
Com a historiador de reconegut prestigi intel·lectual, es va especialitzat en la investigació en història de l'Església, i comptava amb importants treballs sobre l'Orde dels Caputxins, a la qual pertanyia, i sobre altres aspectes de la realitat eclesial. Les seves investigacions es van centrar en el regnat d'Enric IV de Castella i els Reis Catòlics, i va escriure dues biografies al voltant de les figures d'Isabel la Catòlica i Juana la Beltraneja. El 2011 presenta el llibre Azcona de Yerri : el pueblo, su parroquia y sus ermitas, un estudi sobre l'església parroquial, l'ermita de Santa Caterina i la basílica de la Mare de Déu de Mendigaña de la seva localitat natal. Aquest mateix any, la Reial Acadèmia de la Història el va nomenar acadèmic corresponent a Navarra. El 2014 va rebre el premi Príncep de Viana de Cultura.